# Xanthorhoe prymnaea
Xanthorhoe prymnaea är en fjärilsart som beskrevs av Edward Meyrick 1910. Xanthorhoe prymnaea ingår i släktet Xanthorhoe och familjen mätare. Inga underarter finns listade i Catalogue of Life.